# Яштух
Яшту́х — название стоянок древнего палеолита, хронологически относящихся к ранней ашёльской — мустьерской культуре. Культурный слой не сохранился. Среди находок были найдены примитивные каменные изделия: отщепы, иногда оббитые по краям, нуклеусы, рубила. Яштухские стоянки считаются одними из древнейших памятников человеческой культуры.
Располагаются у села Нижний Яштух, около города Сухума. По месту обнаружения и получили своё название. Открыты и исследованы Сергеем Николаевичем Замятниным в 1934—1938. Позднее исследовались Н. З. Бердзенишвили в 1958—1960, И. И. Коробковым в 1961—1965.
Во время раскопок обнаружены: кубовидные, дисковидные, леваллуазские нуклеусы; чопперы, ручные рубила, кливер, нуклевидные скребки, зубчато-выемчатые и выемчатые орудия, острия, скрёбла, скребки; многочисленны массивные отщепы.